# نیروگاه پینت
نیروگاه پینت (به فرانسوی: Barrage de Pinet) یک سد در فرانسه است که در Saint-Victor-et-Melvieu واقع شده‌است.